# Right Livelihood Award
Right Livelihood Award, (til tider også benævnt Den alternative Nobelpris) er en pris, der uddeles årligt af Right Livelihood Award Foundation i Sverige, for at "hedra och stödja de som erbjuder praktiska och exemplariska lösningar på de viktigaste utmaningarna världen står inför". Prisen blev etableret i 1980 af Jakob von Uexküll, efter at han tidligere havde forsøgt, at få Nobelstiftelsen interesseret i en pris for miljø og bærekraftig udvikling, og uddeles i december, dagen før nobelpriserne, i Riksdagen.

## Vindere
2019
- Greta Thunberg (Sverige)
- Aminatou Haidar (Vestsahara)
- Davi Kopenawa (Brasilien)
- Guo Jianmei (Kina)

2018
- Honorary Award: Thelma Aldana (Guatemala)
- Honorary Award: Iván Velásquez (Colombia)
- Abdullah al-Hamid, Mohammad Fahad al-Qahtani og Waleed Abu al-Khair (Saudi-Arabien)
- Yacouba Sawadogo (Burkina Faso)
- Tony Rinaudo (Australien)

2017
- Honorary Award: Robert Bilott, USA
- Colin Goncalves, Indien
- Khadija Ismayilova, Aserbajdsjan
- Yetnebersh Nigussie, Etiopien

2016
- Svetlana Gannusjkina, Rusland
- Mozn Hassan, Egypt og Nazra for Feminist Studies/NAZRA
- Syria Civil Defence (De Hvide Hjelme), Syrien
- Dagsavisen Cumhuriyet, Tyrkiet

2015
- Tony deBrum og folket på Marshalløerne
- Sheila Watt-Cloutier, Canada
- Kasha Jacqueline Nabagesera, Uganda
- Gino Strada / EMERGENCY, Italien

2014
- Bill McKibben, USA
- Basil Fernando, Hongkong
- Asma Jahangir, Pakistan
- Alan Rusbridger, Storbritannien
- Edward Snowden, USA

2013
- Paul Walker, USA
- Raji Sourani, Palæstina
- Denis Mukwege, Demokratiske Republik Congo
- Hans Herren, Schweiz

2012
- Gene Sharp, USA
- Hayrettin Karaca, Tyrkiet
- Campaign Against Arms Trade, Storbritannien
- Sima Samar, Afghanistan

2011
- Huang Ming, Kina
- Jacqueline Moudeina, Tchad
- GRAIN
- Ina May Gaskin, USA

2010
- Nnimmo Bassey, Nigeria
- Erwin Kräutler, Brasilien
- Shrikrishna Upadhyay og SAPPROS, Nepal
- Physicians For Human Rights-Israel, Israel

2009
- Catherine Hamlin, Australien
- René Ngongo, DR Congo
- David Suzuki, Canada
- Alyn Ware, New Zealand

2008
- Krishnammal Jagannathan, Sankaralingam Jagannathan og Land for Tillers' Freedom (LAFTI), Indien
- Amy Goodman, USA
- Asha Hagi, Somalia
- Monika Hauser, Tyskland

2007
- Christopher Weeramantry, Sri Lanka
- Dekha Ibrahim Abdi, Kenya
- Percy Schmeiser og Louise Schmeiser, Canada
- Grameen Shakti, Bangladesh

2006
- Daniel Ellsberg, USA
- Ruth Manorama, Indien
- Chico Whitaker, Brasilien
- International Poetry Festival of Medellín, Colombia

2005
- Maude Barlow og Tony Clarke, Canada
- Irene Fernandez, Malaysia
- Roy Sesana og First People of the Kalahari, Botswana
- Francisco Toledo, Mexiko

2004
- Swami Agnivesh / Asghar Ali Engineer, Indien
- Memorial, Rusland
- Bianca Jagger, Nicaragua
- Raúl Montenegro, Argentina

2003
- David Lange, New Zealand
- Walden Bello / Nicanor Perlas, Filippinerne
- Citizens' Coalition for Economic Justice, Sydkorea
- SEKEM og Ibrahim Abouleish, Ægypten

2002
- Martin Green, Australia
- Kamenge Youth Centre (Centre Jeunes Kamenge), Burundi
- Kvinna till Kvinna, Sverige
- Martín Almada, Paraguay

2001
- José Antonio Abreu, Venezuela
- Gush Shalom / Uri og Rachel Avnery, Israel
- Leonardo Boff, Brasilien
- Trident Ploughshares, Storbritannien

2000
- Tewolde Berhan Gebre Egziabher, Etiopien
- Munir, Indonesien
- Birsel Lemke, Tyrkiet
- Wes Jackson, USA

1999
- Hermann Scheer, Tyskland
- Juan Garcés, Spanien
- COAMA (Consolidation of the Amazon Region), Colombia
- Grupo de Agricultura Orgánica, Cuba

1998
- International Baby Food Action Network
- Samuel Epstein, USA
- Juan Pablo Orrego, Chile
- Katarina Kruhonja / Vesna Terselic, Kroatien

1997
- Joseph Ki-Zerbo, Burkina Faso
- Jinzaburo Takagi, Japan / Mycle Schneider Frankrig
- Michael Succow, Tyskland
- Cindy Duehring, USA

1996
- Herman Daly , USA
- Committee of Soldiers' Mothers of Russia, Rusland
- People's Science Movement of Kerala (Kerala Sastra Sahithya Parishat), Indien
- George Vithoulkas, Grækenland

1995
- András Biró / Hungarian Foundation for Self-Reliance, Ungarn
- Serb Civic Council, Bosnien-Hercegovina
- Carmel Budiarjo / TAPOL, Indonesien /Storbritannien
- Sulak Sivaraksa, Thailand

1994
- Astrid Lindgren, Sverige
- SERVOL (Service Volunteered for All), Trinidad & Tobago
- Dr. H. Sudarshan / VGKK (Vivekananda Girijana Kalyana Kendra), Indien
- Ken Saro-Wiwa / Movement for the Survival of the Ogoni People, Ogoniland, Nigeria

1993
- Arna Mer-Khamis / Care and Learning, Israel
- Organisation of Rural Associations for Progress / Sithembiso Nyoni, Zimbabwe
- Vandana Shiva, Indien)
- Mary and Carrie Dann of the Western Shoshone Nation, Nordamerika

1992
- Finnish Village Action Movement (Kylätoiminta), Finland
- Gonoshasthaya Kendra / Zafrullah Chowdhury, Bangladesh
- Helen Mack, Guatemala
- John Gofman, USA / Alla Yaroshinskaya, Ukraine

1991
- Edward Goldsmith, Storbritannien
- Narmada Bachao Andolan, Indien
- Bengt Danielsson og Marie-Thérèse Danielsson, Fransk Polynesien / Senator Jeton Anjain / the People of Rongelap, Marshalløerne
- Landless Workers' Movement (Movimento dos Trabalhadores Rurais sem Terra) / CPT (Commissao Pastoral da Terra), Brasilien

1990
- Alice Tepper Marlin / Council on Economic Priorities, USA
- Bernard Lédéa Ouedraogo, Burkina Faso
- Felicia Langer, Israel
- ATCC (Asociación de Trabajadores Campesinos del Carare), Colombia

1989
- Seikatsu Club Consumers' Cooperative, Japan
- Melaku Worede, Etiopien
- Aklilu Lemma / Legesse Wolde-Yohannes, Etiopien
- Survival International, Storbritannien

1988
- Internationale Rehabiliterings- og Forskningscenter for Torturofre / Inge Genefke, Danmark
- José Lutzenberger, Brasilien
- John F. Charlewood Turner, Storbritannien
- Sahabat Alam Malaysia / Mohammed Idris, Harrison Ngau, Penan-folket, Malaysia

1987
- Johan Galtung, Norge
- Chipko movement, Indien
- Hans-Peter Dürr / Global Challenges Network, Tyskland
- Institute for Food and Development Policy / Frances Moore Lappé, USA
- Mordechai Vanunu, Israel

1986
- Robert Jungk, Østrig
- Rosalie Bertell, Canada / Alice Stewart, Storbritannien
- International Society for Ecology and Culture / Helena Norberg-Hodge, Indien
- Evaristo Nugkuag / AIDESEP, Peru

1985
- Theo Van Boven, Nederland
- Cary Fowler, USA / Pat Mooney, Canada / Rural Advancement Fund International
- Lokayan / Rajni Kothari, Indien
- Duna Kör, Ungarn

1984
- Imane Khalifeh, Libanon
- Self-Employed Women's Association / Ela Bhatt, Indien
- Winefreda Geonzon / Free Legal Assistance Volunteers' Association (FREE LAVA), Filippinerne
- Wangari Maathai / Green Belt Movement, Kenya

1983
- Leopold Kohr, Østrig
- Amory Lovins og Hunter Lovins / Rocky Mountain Institute, USA
- Manfred Max-Neef / CEPAUR, Chile
- Storhövdingen Ibedul Gibbons og folket på Belau, Palau

1982
- Erik Dammann / Fremtiden i våre hender, Norge
- Anwar Fazal, Malaysia
- Petra Kelly, Tyskland
- Participatory Institute for Development Alternatives, Sri Lanka
- George Trevelyan, Storbritannien

1981
- Mike Cooley, Storbritannien
- Bill Mollison, Australien
- Patrick van Rensburg / Education with Production, Botswana / Sydafrika / Zimbabwe

1980
- Hassan Fathy, Ægypten
- Plenty International